# Конопатское сельское поселение
Конопа́тское се́льское поселе́ние — муниципальное образование в Старошайговском районе Мордовии Российской Федерации.
Административный центр — село Конопать.

## История
Статус и границы сельского поселения установлены Законом Республики Мордовия от 28 декабря 2004 года № 126-З «Об установлении границ муниципальных образований Старошайговского района, муниципального образования Старошайговский район и наделении их статусом сельского поселения и муниципального района»

## Население
| 2002 | 2010 | 2012 | 2013 | 2014 | 2015 | 2016 |
| ---- | ---- | ---- | ---- | ---- | ---- | ---- |
| 309  | ↘306 | →306 | ↗309 | ↘297 | ↘285 | →285 |
| 2017 | 2018 | 2019 | 2020 | 2021 |      |      |
| ↘282 | ↘269 | ↘259 | ↘251 | ↗267 |      |      |

## Состав сельского поселения
| № | Населённый пункт | Тип населённого пункта       | Население |
| - | ---------------- | ---------------------------- | --------- |
| 1 | Конопать         | село, административный центр | ↗274      |
| 2 | Старая Обуховка  | деревня                      | ↘28       |
| 3 | Удобный          | посёлок                      | ↘4        |